# Ravnen Rune
Ravnen Rune (klassifikation: SMB 9, TSB A 26) är en naturmytisk balladtyp som finns upptecknad i Sveriges Medeltida Ballader i tre svenska varianter från 1810-talet eller möjligen något senare, varav två är försedda med melodier. (Den sista varianten C, har dock mycket ofullständig text, och är närmast en ren melodiuppteckning.)

## Handling
Herr Tune eller kung Wallemo gifter bort sin dotter till främmande land, men brudgummen anklagar henne efter brudnatten för att inte ha varit mö, trots alla rika gåvor han har givit hennes familj, och låter fängsla henne. Den unga frun förklarar sig oskyldig, och ber en fågel (korpen Rune eller en gam) att föra bud till hennes far. Fågeln vill inte överge sina ungar, men kvinnan erbjuder dem föda från sitt eget bröst. Fadern får budet, och ber sin häst Blacken att föra honom till sin dotter, vilket Blacken går med på, om fadern bara inte nämner hästens namn. Kvinnan räddas.
Ravn eller ramm är äldre ord för korp. Motivet med den märkvärdiga hästen kan jämföras med balladtypen Blacken.

## Paralleller på andra språk
Balladtypen finns också på danska (DgF 62), färöiska (CCF 116), isländska (IFkv 7) och norska.